# Zande-Nzakara jezici
Zande-Nzakara jezici podskupina od (4) ubanških jezika iz Srednjoafričke Republie, Demokratske Republike Kongo, koja zajedno s jezicima barambo-pambia, čini širu skupinu zande. 
Predstavnici su: geme ili gueme [geq], 550 (1996); kpatili ili kpatere [kym], 	4.500 (1996); nzakara ili ansakara [nzk], 50.000  (1996); i zande ili azande [zne] ukupno 1.142.000 u DR Kongu, Srednjoafričkoj Republici i Sudanu.

## Vanjske poveznice
- Ethnologue (14th)
- Ethnologue (15th)